# Formula 1 sezona 1950
Sezona Formule 1 1950 je bila prva sezona svetovnega prvenstva Formule 1 pod okriljem FIE. Začela se je 13. maja 1950 z dirko za Veliko nagrado Velike Britanije, končala pa 3. septembra 1950 s sedmo dirko sezone za Veliko nagrado Italije. Dirkaški naslov je osvojil Italijan Nino Farina.

## Dirkači in moštva
V premierni sezoni Formule 1 je sodelovalo 18 moštev (7 konstruktorskih in 11 privatnih) v šestih evropskih Velikih nagradah (na dirki Indy 500 so sodelovala le ameriška moštva in dirkači). Šasije, motorje in številke dirkalnikov so se spreminjale od dirke do dirke, ter od dirkača do dirkača.
| Moštvo                       | Konstruktor   | Šasija                  | Motor                                 | Gume | Dirkač (-a/-i)        |
| ---------------------------- | ------------- | ----------------------- | ------------------------------------- | ---- | --------------------- |
| Alfa Romeo SpA               | Alfa Romeo    | Alfa Romeo 158/50       | Alfa Romeo 1,5 L L8 superkompresorski | P    | Giuseppe Farina       |
| Alfa Romeo SpA               | Alfa Romeo    | Alfa Romeo 158/50       | Alfa Romeo 1,5 L L8 superkompresorski | P    | Juan Manuel Fangio    |
| Alfa Romeo SpA               | Alfa Romeo    | Alfa Romeo 158/50       | Alfa Romeo 1,5 L L8 superkompresorski | P    | Luigi Fagioli         |
| Alfa Romeo SpA               | Alfa Romeo    | Alfa Romeo 158/50       | Alfa Romeo 1,5 L L8 superkompresorski | P    | Reg Parnell           |
| Alfa Romeo SpA               | Alfa Romeo    | Alfa Romeo 158/50       | Alfa Romeo 1,5 L L8 superkompresorski | P    | Consalvo Sanesi       |
| Alfa Romeo SpA               | Alfa Romeo    | Alfa Romeo 158/50       | Alfa Romeo 1,5 L L8 superkompresorski | P    | Piero Taruffi         |
| Scuderia Achille Varzi       | Maserati      | Maserati 4CLT/48        | Maserati 1,5 L L4 superkompresorski   | P    | José Froilán González |
| Scuderia Achille Varzi       | Maserati      | Maserati 4CLT/48        | Maserati 1,5 L L4 superkompresorski   | P    | Nello Pagani          |
| Scuderia Achille Varzi       | Maserati      | Maserati 4CL            | Maserati 1,5 L L4 superkompresorski   | P    | Toni Branca           |
| Ecurie Belge                 | Talbot-Lago   | Talbot-Lago T26C        | Talbot-Lago 4,5 L L6                  | D    | Johnny Claes          |
| Scuderia Ferrari             | Ferrari       | Ferrari 125             | Ferrari 1,5 L V12 superkompresorski   | P    | Luigi Villoresi       |
| Scuderia Ferrari             | Ferrari       | Ferrari 275             | Ferrari 3.3 V12                       | P    | Alberto Ascari        |
| Scuderia Ferrari             | Ferrari       | Ferrari 375             | Ferrari 4,5 L V12                     | P    | Dorino Serafini       |
| Officine Alfieri Maserati    | Maserati      | Maserati 4CLT/48        | Maserati 1,5 L L4 superkompresorski   | P    | Franco Rol            |
| Officine Alfieri Maserati    | Maserati      | Maserati 4CLT/48        | Maserati 1,5 L L4 superkompresorski   | P    | Louis Chiron          |
| Scuderia Ambrosiana          | Maserati      | Maserati 4CLT/48        | Maserati 1,5 L L4 superkompresorski   | D    | David Hampshire       |
| Scuderia Ambrosiana          | Maserati      | Maserati 4CLT/48        | Maserati 1,5 L L4 superkompresorski   | D    | David Murray          |
| Scuderia Ambrosiana          | Maserati      | Maserati 4CLT/48        | Maserati 1,5 L L4 superkompresorski   | D    | Reg Parnell           |
| Automobiles Talbot-Darracq   | Talbot-Lago   | Talbot-Lago T26C        | Talbot-Lago 4,5 L L6                  | D    | Yves Giraud-Cabantous |
| Automobiles Talbot-Darracq   | Talbot-Lago   | Talbot-Lago T26C        | Talbot-Lago 4,5 L L6                  | D    | Eugène Martin         |
| Automobiles Talbot-Darracq   | Talbot-Lago   | Talbot-Lago T26C        | Talbot-Lago 4,5 L L6                  | D    | Louis Rosier          |
| Automobiles Talbot-Darracq   | Talbot-Lago   | Talbot-Lago T26C        | Talbot-Lago 4,5 L L6                  | D    | Philippe Étancelin    |
| Automobiles Talbot-Darracq   | Talbot-Lago   | Talbot-Lago T26C        | Talbot-Lago 4,5 L L6                  | D    | Raymond Sommer        |
| Scuderia Raymond Sommer      | Ferrari       | Ferrari 125             | Ferrari 1,5 L V12 superkompresorski   | P    | Raymond Sommer        |
| Scuderia Raymond Sommer      | Ferrari       | Ferrari 166             | Ferrari 2,0 L V12                     | P    | Raymond Sommer        |
| Scuderia Raymond Sommer      | Talbot-Lago   | Talbot-Lago T26C        | Talbot-Lago 4,5 L L6                  | D    | Raymond Sommer        |
| English Racing Automobiles   | ERA           | ERA Type E              | ERA 1,5 L L6 superkompresorski        | D    | Leslie Johnson        |
| Horschell Racing Corporation | Cooper        | Cooper T12              | JAP 1,1 L V2                          | D    | Harry Schell          |
| Peter Whitehead              | Ferrari       | Ferrari 125             | Ferrari 1,5 L V12 superkompresorski   | D    | Peter Whitehead       |
| Peter Walker                 | ERA           | ERA Type E              | ERA 1,5 L L6 superkompresorski        | D    | Peter Walker          |
| Peter Walker                 | ERA           | ERA Type E              | ERA 1,5 L L6 superkompresorski        | D    | Tony Rolt             |
| Joe Fry                      | Maserati      | Maserati 4CL            | Maserati 1,5 L L4 superkompresorski   | D    | Joe Fry               |
| Joe Fry                      | Maserati      | Maserati 4CL            | Maserati 1,5 L L4 superkompresorski   | D    | Brian Shawe-Taylor    |
| Equipe Simca-Gordini         | Simca-Gordini | Simca-Gordini T15       | Gordini 1,5 L L4 superkompresorski    | E    | Robert Manzon         |
| Equipe Simca-Gordini         | Simca-Gordini | Simca-Gordini T15       | Gordini 1,5 L L4 superkompresorski    | E    | Maurice Trintignant   |
| TC Harrison                  | ERA           | ERA Type B              | ERA 1,5 L L6 superkompresorski        | D    | Cuth Harrison         |
| FR Gerard                    | ERA           | ERA Type B              | ERA 1,5 L L6 superkompresorski        | D    | Bob Gerard            |
| FR Gerard                    | ERA           | ERA Type A              | ERA 1,5 L L6 superkompresorski        | D    | Bob Gerard            |
| Philippe Étancelin           | Talbot-Lago   | Talbot-Lago T26C        | Talbot-Lago 4,5 L L6                  | D    | Philippe Étancelin    |
| Philippe Étancelin           | Talbot-Lago   | Talbot-Lago T26C        | Talbot-Lago 4,5 L L6                  | D    | Eugène Chaboud        |
| Ecurie Rosier                | Talbot-Lago   | Talbot-Lago T26C        | Talbot-Lago 4,5 L L6                  | D    | Louis Rosier          |
| Ecurie Rosier                | Talbot-Lago   | Talbot-Lago T26C        | Talbot-Lago 4,5 L L6                  | D    | Henri Louveau         |
| Ecurie Lutetia               | Talbot-Lago   | Talbot-Lago T26C        | Talbot-Lago 4,5 L L6                  | D    | Eugène Chaboud        |
| Enrico Platé                 | Maserati      | Maserati 4CLT/48        | Maserati 1,5 L L4 superkompresorski   | P    | Toulo de Graffenried  |
| Enrico Platé                 | Maserati      | Maserati 4CLT/48        | Maserati 1,5 L L4 superkompresorski   | P    | B. Bira               |
| Clemente Biondetti           | Ferrari       | Ferrari 166             | Jaguar 3,4 L L6                       | ?    | Clemente Biondetti    |
| Pierre Levegh                | Talbot-Lago   | Talbot-Lago T26C        | Talbot-Lago 4,5 L L6                  | D    | Pierre Levegh         |
| Joe Kelly                    | Alta          | Alta GP                 | Alta 1,5 L L4 superkompresorski       | D    | Joe Kelly             |
| Geoffrey Crossley            | Alta          | Alta GP                 | Alta 1,5 L L4 superkompresorski       | D    | Geoff Crossley        |
| Charles Pozzi                | Talbot-Lago   | Talbot-Lago T26C        | Talbot-Lago 4,5 L L6                  | D    | Charles Pozzi         |
| Charles Pozzi                | Talbot-Lago   | Talbot-Lago T26C        | Talbot-Lago 4,5 L L6                  | D    | Louis Rosier          |
| Paul Pietsch                 | Maserati      | Maserati 4CLT/48        | Maserati 1,5 L L4 superkompresorski   | P    | Paul Pietsch          |
| Antonio Branca               | Maserati      | Maserati 4CL            | Maserati 1,5 L L4 superkompresorski   | P    | Toni Branca           |
| Scuderia Milano              | Maserati      | Maserati 4CLT/50 Milano | Maserati 1,5 L L4 superkompresorski   | P    | Felice Bonetto        |
| Scuderia Milano              | Maserati      | Maserati 4CLT/50 Milano | Maserati 1,5 L L4 superkompresorski   | P    | Franco Comotti        |
| Guy Mairesse                 | Talbot-Lago   | Talbot-Lago T26C        | Talbot-Lago 4,5 L L6                  | D    | Guy Mairesse          |
| Ecurie Bleue                 | Talbot-Lago   | Talbot-Lago T26C        | Talbot-Lago 4,5 L L6                  | D    | Harry Schell          |

## Rezultati

### Velike nagrade
| Št | Ime                             | Dirkališče        | Datum        | Zmagovalec         | Zmag. moštvo             | Gume | Poročilo |
| -- | ------------------------------- | ----------------- | ------------ | ------------------ | ------------------------ | ---- | -------- |
| 1  | Velika nagrada Velike Britanije | Silverstone       | 13. maj      | Nino Farina        | Alfa Romeo               | P    | Poročilo |
| 2  | Velika nagrada Monaka           | Monako            | 21. maj      | Juan Manuel Fangio | Alfa Romeo               | P    | Poročilo |
| 3  | Indianapolis 500                | Indianapolis      | 30. maj      | Johnnie Parsons    | Kurtis Kraft-Offenhauser | F    | Poročilo |
| 4  | Velika nagrada Švice            | Bremgarten        | 4. junij     | Nino Farina        | Alfa Romeo               | P    | Poročilo |
| 5  | Velika nagrada Belgije          | Spa-Francorchamps | 18. junij    | Juan Manuel Fangio | Alfa Romeo               | P    | Poročilo |
| 6  | Velika nagrada Francije         | Reims-Gueux       | 2. julij     | Juan Manuel Fangio | Alfa Romeo               | P    | Poročilo |
| 7  | Velika nagrada Italije          | Monza             | 3. september | Nino Farina        | Alfa Romeo               | P    | Poročilo |

### Dirkači
| Poz | Dirkač                | VB   | MON | 500  | ŠVI | Belgija | Francija | Italija     | Toč     |
| --- | --------------------- | ---- | --- | ---- | --- | ------- | -------- | ----------- | ------- |
| 1   | Nino Farina           | 1*   | Ret |      | 1*  | 4*      | 7        | 1           | 30      |
| 2   | Juan Manuel Fangio    | Ret  | 1*  |      | Ret | 1       | 1*       | Ret* / Ret† | 27      |
| 3   | Luigi Fagioli         | 2    | Ret |      | 2   | 2       | 2        | 3           | 24 (28) |
| 4   | Louis Rosier          | 5    | Ret |      | 3   | 3       | 6†       | 4           | 13      |
| 5   | Alberto Ascari        |      | 2   |      | Ret | 5       |          | 2†          | 11      |
| 6   | Johnnie Parsons       |      |     | 1*   |     |         |          |             | 9       |
| 7   | Bill Holland          |      |     | 2    |     |         |          |             | 6       |
| 8   | Prince Bira           | Ret  | 5   |      | 4   |         |          | Ret         | 5       |
| 9   | Peter Whitehead       |      |     |      |     |         | 3        | 7           | 4       |
| 10  | Louis Chiron          | Ret  | 3   |      | 9   |         | Ret      | Ret         | 4       |
| 11  | Reg Parnell           | 3    |     |      |     |         | Ret      |             | 4       |
| 12  | Mauri Rose            |      |     | 3    |     |         |          |             | 4       |
| 13  | Dorino Serafini       |      |     |      |     |         |          | 2†          | 3       |
| 14  | Yves Giraud Cabantous | 4    |     |      | Ret | Ret     | 8        |             | 3       |
| 15  | Raymond Sommer        |      | 4   |      | Ret | Ret     | Ret      | Ret         | 3       |
| 16  | Robert Manzon         |      | Ret |      |     |         | 4        | Ret         | 3       |
| 17  | Cecil Green           |      |     | 4    |     |         |          |             | 3       |
| 18  | Philippe Etancelin    | 8    | Ret |      | Ret | Ret     | 5†       | 5           | 3       |
| 19  | Felice Bonetto        |      |     |      | 5   |         | Ret      | Ret         | 2       |
| 20  | Eugene Chaboud        |      |     |      |     | Ret     | 5†       |             | 1       |
| 21  | Joie Chitwood         |      |     | 5†   |     |         |          |             | 1       |
| 22  | Tony Bettenhausen     |      |     | 5†   |     |         |          |             | 1       |
| 23  | Toulo de Graffenried  | Ret  | Ret |      | 6   |         |          | 6           | 0       |
| 24  | Bob Gerard            | 6    | 6   |      |     |         |          |             | 0       |
| 25  | Luigi Villoresi       |      | Ret |      | Ret | 6       |          |             | 0       |
| 26  | Lee Wallard           |      |     | 6    |     |         |          |             | 0       |
| 27  | Charles Pozzi         |      |     |      |     |         | 6†       |             | 0       |
| 28  | Johnny Claes          | 11   | 7   |      | 10  | 8       | Ret      | Ret         | 0       |
| 29  | Cuth Harrison         | 7    | Ret |      |     |         |          | Ret         | 0       |
| 30  | Pierre Levegh         |      |     |      |     | 7       | Ret      | Ret         | 0       |
| 31  | Walt Faulkner         |      |     | 7    |     |         |          |             | 0       |
| 32  | Nello Pagani          |      |     |      | 7   |         |          |             | 0       |
| 33  | Harry Schell          |      | Ret |      | 8   |         |          |             | 0       |
| 34  | George Connor         |      |     | 8    |     |         |          |             | 0       |
| 35  | Geoff Crossley        | NC   |     |      |     | 9       |          |             | 0       |
| 36  | David Hampshire       | 9    |     |      |     |         | Ret      |             | 0       |
| 37  | Paul Russo            |      |     | 9    |     |         |          |             | 0       |
| 38  | Toni Branca           |      |     |      | 11  | 10      |          |             | 0       |
| 39  | Pat Flaherty          |      |     | 10   |     |         |          |             | 0       |
| 40  | Brian Shawe Taylor    | 10†  |     |      |     |         |          |             | 0       |
| 41  | Joe Fry               | 10†  |     |      |     |         |          |             | 0       |
| 42  | Myron Fohr            |      |     | 11   |     |         |          |             | 0       |
| 43  | Duane Carter          |      |     | 12   |     |         |          |             | 0       |
| 44  | Mack Hellings         |      |     | 13   |     |         |          |             | 0       |
| 45  | Jack McGrath          |      |     | 14   |     |         |          |             | 0       |
| 46  | Troy Ruttman          |      |     | 15   |     |         |          |             | 0       |
| 47  | Gene Hartley          |      |     | 16   |     |         |          |             | 0       |
| 48  | Jimmy Davies          |      |     | 17   |     |         |          |             | 0       |
| 49  | Johnny McDowell       |      |     | 18   |     |         |          |             | 0       |
| 50  | Walt Brown            |      |     | 19   |     |         |          |             | 0       |
| 51  | Spider Webb           |      |     | 20   |     |         |          |             | 0       |
| 52  | Jerry Hoyt            |      |     | 21   |     |         |          |             | 0       |
| 53  | Walt Ader             |      |     | 22   |     |         |          |             | 0       |
| 54  | Jackie Holmes         |      |     | 23   |     |         |          |             | 0       |
| 55  | Jim Rathmann          |      |     | 24   |     |         |          |             | 0       |
| —   | Franco Rol            |      | Ret |      |     |         | Ret      | Ret         | 0       |
| —   | Eugene Martin         | Ret  |     |      | Ret |         |          |             | 0       |
| —   | José Froilán González |      | Ret |      |     |         | Ret      |             | 0       |
| —   | David Murray          | Ret  |     |      |     |         |          | Ret         | 0       |
| —   | Maurice Trintignant   |      | Ret |      |     |         |          | Ret         | 0       |
| —   | Joe Kelly             | NC   |     |      |     |         |          |             | 0       |
| —   | Leslie Johnson        | Ret  |     |      |     |         |          |             | 0       |
| —   | Peter Walker          | Ret† |     |      |     |         |          |             | 0       |
| —   | Tony Rolt             | Ret† |     |      |     |         |          |             | 0       |
| —   | Bill Schindler        |      |     | Ret  |     |         |          |             | 0       |
| —   | Fred Agabashian       |      |     | Ret  |     |         |          |             | 0       |
| —   | Jimmy Jackson         |      |     | Ret  |     |         |          |             | 0       |
| —   | Sam Hanks             |      |     | Ret  |     |         |          |             | 0       |
| —   | Dick Rathmann         |      |     | Ret  |     |         |          |             | 0       |
| —   | Duke Dinsmore         |      |     | Ret  |     |         |          |             | 0       |
| —   | Bayliss Levrett       |      |     | Ret† |     |         |          |             | 0       |
| —   | Bill Cantrell         |      |     | Ret† |     |         |          |             | 0       |
| —   | Guy Mairesse          |      |     |      |     |         |          | Ret         | 0       |
| —   | Paul Pietsch          |      |     |      |     |         |          | Ret         | 0       |
| —   | Clemente Biondetti    |      |     |      |     |         |          | Ret         | 0       |
| —   | Henri Louveau         |      |     |      |     |         |          | Ret         | 0       |
| —   | Franco Comotti        |      |     |      |     |         |          | Ret         | 0       |
| —   | Consalvo Sanesi       |      |     |      |     |         |          | Ret         | 0       |
| —   | Piero Taruffi         |      |     |      |     |         |          | Ret†        | 0       |
| Poz | Dirkač                | VB   | MON | 500  | ŠVI | Belgija | Francija | Italija     | Toč     |

| Barva        | Rezultat                                         |
| ------------ | ------------------------------------------------ |
| Zlata        | Zmagovalec                                       |
| Srebrna      | Drugouvrščeni                                    |
| Bronasta     | Tretjeuvrščeni                                   |
| Zelena       | Uvrščen v točkah                                 |
| Modra        | Uvrščen izven točk                               |
| Vijolična    | Ni uvrščen (Ret)                                 |
| Rdeča        | Ni kvalificiran (DNQ) Ni predkvalificiran (DNPQ) |
| Črna         | Diskvalificiran (DSQ)                            |
| Bela         | Ni startal (DNS)                                 |
| Svetlo modra | Le treniral (PO)                                 |
| Svetlo modra | Petkov testni dirkač (TD)                        |
| Prazna       | Ni treniral (DNP)                                |
| Prazna       | Poškodovan (Inj)                                 |
| Prazna       | Izločen (EX)                                     |
| Prazna       | Ni prišel (DNA)                                  |
| Prazna       | Ni dirkal                                        |

- * Najhitrejši krog, kar je prineslo dirkaču eno prvenstveno točko.
- † Skupaj sta dirkala dva ali več dirkačev.

| Poz | Dirkač                | Moštvo                                        | Toč     | Zmag | Stopn | Pole |
| --- | --------------------- | --------------------------------------------- | ------- | ---- | ----- | ---- |
| 1   | Nino Farina           | Alfa Romeo                                    | 30      | 3    | 3     | 2    |
| 2   | Juan Manuel Fangio    | Alfa Romeo                                    | 27      | 3    | 3     | 4    |
| 3   | Luigi Fagioli         | Alfa Romeo                                    | 24 (28) |      | 5     |      |
| 4   | Louis Rosier          | Talbot-Lago-Talbot                            | 13      |      | 2     |      |
| 5   | Alberto Ascari        | Ferrari                                       | 11      |      | 1     |      |
| 6   | Johnnie Parsons       | Kurtis Kraft-Offenhauser                      | 9       | 1    | 1     |      |
| 7   | Bill Holland          | Deidt-Offenhauser                             | 6       |      | 1     |      |
| 8   | Prince Bira           | Maserati                                      | 5       |      |       |      |
| 9   | Peter Whitehead       | Ferrari                                       | 4       |      | 1     |      |
| 10  | Mauri Rose            | Deidt-Offenhauser                             | 4       |      | 1     |      |
| 11  | Reg Parnell           | Alfa Romeo Maserati                           | 4       |      | 1     |      |
| 12  | Louis Chiron          | Maserati                                      | 4       |      | 1     |      |
| 13  | Dorino Serafini       | Ferrari                                       | 3       |      | 1     |      |
| 14  | Philippe Étancelin    | Talbot-Lago-Talbot                            | 3       |      |       |      |
| 15  | Yves Giraud Cabantous | Talbot-Lago-Talbot                            | 3       |      |       |      |
| 16  | Raymond Sommer        | Talbot-Lago-Talbot Ferrari                    | 3       |      |       |      |
| 17  | Robert Manzon         | Simca-Gordini                                 | 3       |      |       |      |
| 18  | Cecil Green           | Kurtis Kraft-Offenhauser                      | 3       |      |       |      |
| 19  | Felice Bonetto        | Maserati Milano Speluzzi                      | 2       |      |       |      |
| 20  | Joie Chitwood         | Kurtis Kraft-Offenhauser                      | 1       |      |       |      |
| 21  | Tony Bettenhausen     | Deidt-Offenhauser Kurtis Kraft-Offenhauser    | 1       |      |       |      |
| 22  | Eugène Chaboud        | Talbot-Lago-Talbot                            | 1       |      |       |      |
| 23  | Mack Hellings         | Kurtis Kraft-Offenhauser                      |         |      |       |      |
| 24  | Luigi Villoresi       | Ferrari                                       |         |      |       |      |
| 25  | Maurice Trintignant   | Simca-Gordini                                 |         |      |       |      |
| 26  | Myron Fohr            | Marchese-Offenhauser                          |         |      |       |      |
| 27  | Nello Pagani          | Maserati                                      |         |      |       |      |
| 28  | Pat Flaherty          | Kurtis Kraft-Offenhauser                      |         |      |       |      |
| 29  | Paul Pietsch          | Maserati                                      |         |      |       |      |
| 30  | Paul Russo            | Nichels-Offenhauser                           |         |      |       |      |
| 31  | Peter Walker          | ERA                                           |         |      |       |      |
| 32  | Piero Taruffi         | Alfa Romeo                                    |         |      |       | 1    |
| 33  | Pierre Levegh         | Talbot-Lago-Talbot                            |         |      |       |      |
| 34  | Sam Hanks             | Kurtis Kraft-Offenhauser                      |         |      |       |      |
| 35  | Spider Webb           | Maserati-Offenhauser                          |         |      |       |      |
| 36  | Toni Branca           | Maserati                                      |         |      |       |      |
| 37  | Toulo de Graffenried  | Maserati                                      |         |      |       |      |
| 38  | Troy Ruttman          | Lesovsky-Offenhauser                          |         |      |       |      |
| 39  | Walt Ader             | Rae-Offenhauser                               |         |      |       |      |
| 40  | Walt Faulkner         | Kurtis Kraft-Offenhauser                      |         |      |       | 1    |
| 41  | Walt Brown            | Kurtis Kraft-Offenhauser                      |         |      |       |      |
| 42  | Consalvo Sanesi       | Alfa Romeo                                    |         |      |       |      |
| 43  | Franco Rol            | Maserati                                      |         |      |       |      |
| 44  | Eugène Martin         | Talbot-Lago-Talbot                            |         |      |       |      |
| 45  | Duane Carter          | Stevens-Offenhauser                           |         |      |       |      |
| 46  | Dick Rathmann         | Watson-Offenhauser                            |         |      |       |      |
| 47  | David Murray          | Maserati                                      |         |      |       |      |
| 48  | Franco Comotti        | Maserati Milano Speluzzi                      |         |      |       |      |
| 49  | Cuth Harrison         | ERA                                           |         |      |       |      |
| 50  | Geoff Crossley        | Alta                                          |         |      |       |      |
| 51  | Clemente Biondetti    | Ferrari Maserati                              |         |      |       |      |
| 52  | Charles Pozzi         | Talbot-Lago-Talbot                            |         |      |       |      |
| 53  | Brian Shawe Taylor    | Maserati                                      |         |      |       |      |
| 54  | Bob Gerard            | ERA                                           |         |      |       |      |
| 55  | Bill Schindler        | Snowberger-Offenhauser                        |         |      |       |      |
| 56  | Bayliss Levrett       | Adams-Offenhauser                             |         |      |       |      |
| 57  | David Hampshire       | Maserati                                      |         |      |       |      |
| 58  | Jackie Holmes         | Olson-Offenhauser                             |         |      |       |      |
| 59  | José Froilán González | Maserati                                      |         |      |       | 1    |
| 60  | Johnny McDowell       | Kurtis Kraft-Offenhauser                      |         |      |       |      |
| 61  | Johnny Claes          | Talbot-Lago-Talbot                            |         |      |       |      |
| 62  | Joe Kelly             | Alta                                          |         |      |       |      |
| 63  | Jimmy Jackson         | Kurtis Kraft-Cummins                          |         |      |       |      |
| 64  | Jimmy Davies          | Ewing-Offenhauser                             |         |      |       |      |
| 65  | Fred Agabashian       | Kurtis Kraft-Offenhauser Maserati-Offenhauser |         |      |       |      |
| 66  | Jerry Hoyt            | Kurtis Kraft-Offenhauser                      |         |      |       |      |
| 67  | Gene Hartley          | Langley-Offenhauser                           |         |      |       |      |
| 68  | Jack McGrath          | Kurtis Kraft-Offenhauser                      |         |      |       |      |
| 69  | Henri Louveau         | Talbot-Lago-Talbot                            |         |      |       |      |
| 70  | Harry Schell          | Cooper-JAP Talbot-Lago-Talbot                 |         |      |       |      |
| 71  | Guy Mairesse          | Talbot-Lago-Talbot                            |         |      |       |      |
| 72  | George Connor         | Lesovsky-Offenhauser                          |         |      |       |      |
| 73  | Lee Wallard           | Moore-Offenhauser                             |         |      |       |      |
| 74  | Jim Rathmann          | Wetteroth-Offenhauser                         |         |      |       |      |
| 75  | Duke Dinsmore         | Kurtis Kraft-Offenhauser                      |         |      |       |      |
| 76  | Bill Cantrell         | Adams-Offenhauser Kurtis Kraft-Offenhauser    |         |      |       |      |
| 77  | Alfredo Pián          | Maserati                                      |         |      |       |      |
| 78  | Joe Fry               | Maserati                                      |         |      |       |      |
| 79  | Leslie Johnson        | ERA                                           |         |      |       |      |
| 80  | Tony Rolt             | ERA                                           |         |      |       |      |
| 81  | Rudi Fischer          | SVA-Fiat                                      |         |      |       |      |
| 82  | Luigi de Filippis     | Maserati                                      |         |      |       |      |
| 83  | Giovanni Bracco       | Ferrari                                       |         |      |       |      |
| 84  | Henry Banks           | Maserati-Offenhauser                          |         |      |       |      |
| 85  | Andy Linden           | Bromme-Offenhauser                            |         |      |       |      |
| 86  | Bud Rose              | Bromme-Offenhauser                            |         |      |       |      |
| 87  | Bill Vukovich         | Maserati                                      |         |      |       |      |
| 88  | Hal Cole              | Kurtis Kraft-Offenhauser                      |         |      |       |      |
| 89  | Ted Duncan            | Kurtis Kraft-Offenhauser                      |         |      |       |      |
| 90  | Ralph Pratt           | Bardazon-Offenhauser Gdula-Offenhauser        |         |      |       |      |
| 91  | Kenny Eaton           | Bardazon-Offenhauser Kurtis Kraft-Offenhauser |         |      |       |      |
| 92  | Johnny Mauro          | Alfa Romeo                                    |         |      |       |      |
| 93  | George Fondes         | Deidt-Sparks                                  |         |      |       |      |
| 94  | Charles Van Acker     | Stevens-Offenhauser                           |         |      |       |      |
| 95  | Joel Thorne           | Kurtis Kraft-Sparks                           |         |      |       |      |
| 96  | Johnny Fedricks       | Kupiec-Offenhauser                            |         |      |       |      |
| 97  | George Lynch          | Snowberger-Offenhauser                        |         |      |       |      |
| 97  | Duke Naylon           | Kurtis Kraft-Novi                             |         |      |       |      |
| 98  | Danny Kladis          | Maserati                                      |         |      |       |      |
| 99  | Milt Fankhouser       | Stevens-Offenhauser                           |         |      |       |      |
| 100 | Chet Miller           | Kurtis Kraft-Novi                             |         |      |       |      |
| 100 | Mark Light            | Stevens-Offenhauser                           |         |      |       |      |
| 101 | Dick Frazier          | Meyer-Offenhauser                             |         |      |       |      |
| 102 | Billy DeVore          | Scopa-Offenhauser                             |         |      |       |      |
| 103 | Joe James             | Kurtis Kraft-Offenhauser Weidel-Mercury       |         |      |       |      |
| 104 | Bob Gregg             | Kurtis Kraft-Offenhauser                      |         |      |       |      |
| 105 | Bob Sweikert          | Wetteroth-Offenhauser                         |         |      |       |      |
| 106 | Marvin Burke          | Kurtis Kraft-Duray                            |         |      |       |      |
| 107 | Norm Houser           | Kurtis Kraft-Duray                            |         |      |       |      |
| 108 | Cliff Griffith        | Miller-Offenhauser                            |         |      |       |      |
| 109 | Carl Forberg          | Miller-Offenhauser                            |         |      |       |      |
| 110 | Cy Marshall           | R-Miller                                      |         |      |       |      |
| 111 | Chuck Leighton        | Cantarano-Wayne                               |         |      |       |      |
| 112 | Al Miller II          | Miller                                        |         |      |       |      |
| 113 | Mike Burch            | Maserati                                      |         |      |       |      |
| 114 | Jim Rigsby            | Maserati-Offenhauser                          |         |      |       |      |
| 115 | Manny Ayulo           | Maserati-Offenhauser                          |         |      |       |      |
| 116 | Emil Andres           | Kurtis Kraft-Offenhauser                      |         |      |       |      |

## Druge pomembne dirke
Te dirke niso štele za naslov prvaka, vendar so vseeno imele kar velik pomen.
| Št | Ime                                     | Dirkališče    | Datum         | Zmagovalec         | Zmag. moštvo | Poročilo |
| -- | --------------------------------------- | ------------- | ------------- | ------------------ | ------------ | -------- |
| 1  | IV Gran Premio de Eva Duarte Perón      | Retiro        | 8. januar     | Luigi Villoresi    | Ferrari      | Poročilo |
| 2  | III Gran Premio del General San Martín  | El Torreón    | 15. januar    | Alberto Ascari     | Ferrari      | Poročilo |
| 3  | IV Copa Acción de San Lorenzo           | Independencia | 22. januar    | Luigi Villoresi    | Ferrari      | Poročilo |
| 4  | XI Grand Prix de Pau                    | Pau           | 10. april     | Juan Manuel Fangio | Maserati     | Poročilo |
| 5  | II Richmond Trophy                      | Goodwood      | 10. april     | Reg Parnell        | Maserati     | Poročilo |
| 6  | V Sanremo Grand Prix                    | Sanremo       | 16. april     | Juan Manuel Fangio | Alfa Romeo   | Poročilo |
| 7  | IV Grand Prix de Paris                  | Paris         | 30. april     | Georges Grignard   | Talbot-Lago  | Poročilo |
| 8  | XII British Empire Trophy               | Douglas       | 15. junij     | Bob Gerard         | ERA          | Poročilo |
| 9  | IV Gran Premio di Bari                  | Bari          | 9. julij      | Nino Farina        | Alfa Romeo   | Poročilo |
| 10 | IV J.C.C. Jersey Road Race              | Jersey        | 13. julij     | Peter Whitehead    | Ferrari      | Poročilo |
| 11 | Velika nagrada Albija                   | Albi          | 16. julij     | Louis Rosier       | Talbot-Lago  | Poročilo |
| 12 | I Grote Prijs van Nederland             | Zandvoort     | 23. julij     | Louis Rosier       | Talbot-Lago  | Poročilo |
| 13 | III Grand Prix des Nations              | Ženeva        | 30. julij     | Juan Manuel Fangio | Alfa Romeo   | Poročilo |
| 14 | I Nottingham Trophy                     | Nottingham    | 7. avgust     | David Hampshire    | Maserati     | Poročilo |
| 15 | IV Ulster Trophy                        | Dundrod       | 12. avgust    | Peter Whitehead    | Ferrari      | Poročilo |
| 16 | XIX Circuito di Pescara                 | Pescara       | 15. avgust    | Juan Manuel Fangio | Alfa Romeo   | Poročilo |
| 17 | II BRDC International Trophy            | Silverstone   | 26. avgust    | Nino Farina        | Alfa Romeo   | Poročilo |
| 18 | III Goodwood Trophy                     | Goodwood      | 30. september | Reg Parnell        | BRM          | Poročilo |
| 19 | X Gran Premio de Penya Rhin             | Pedralbes     | 29. oktober   | Alberto Ascari     | Ferrari      | Poročilo |
| 20 | I Gran Premio de Paraná                 | Urquiza       | 12. november  | Juan Manuel Fangio | Ferrari      | Poročilo |
| 21 | I Gran Premio del Presidente Alessandri | Palma         | 18. december  | Juan Manuel Fangio | Ferrari      | Poročilo |
| 22 | IV 500 Millas de Rafaela                | Rafaela       | 24. december  | Juan Manuel Fangio | Talbot-Lago  | Poročilo |